# 그 후로도 오랫동안 (드라마)
《그 후로도 오랫동안》은 2003년 1월 10일에 MBC에서 방영한 베스트극장이다.

## 등장 인물

### 주요 인물
- 김용건 : 김진석 역
- 설수진 : 김유정 역
- 김영애 : 차현숙 역

### 그 외 인물
- 홍유진
- 박병훈
- 박통일
- 오영갑
- 이성호
- 김용희
- 김형근
- 전익령
- 염재욱
- 강보라
- 임성언